# 구루피 EC
구루피 EC(Gurupi Esporte Clube)은 토칸칭스 주 구루피를 연고지로 하는 축구 클럽이다.

## 우승
- 캄페오나투 토칸치네시: 1996, 1997, 2010, 2011, 2012, 2016